# Club Deportivo San Martín de Porres
El Club Deportivo San Martín de Porres fue un club de fútbol peruano de la ciudad de Pucallpa, Ucayali, en Perú.

## Historia
Deportivo San Martín, fundado en 1964, recién ganó protagonismo cuando jugó la Finalísima de la Copa Perú 1987 en Trujillo (la última hasta 1993), que jugó contra Bancos Unidos de Juliaca, Capitán Clavero de Iquitos y el Club Libertad de Trujillo, quedando subcampeón y perdiendo la oportunidad de participar en la Primera División de Perú.
Luego de dos años, el club fue invitado a participar del nuevo Regional Oriente de la Primera División, junto a CNI, Chacarita Versalles, Deportivo Hospital, Unión Tarapoto y Atlético Belén. En la primera categoría, San Martín no logró superar el Regional Oriente y el año 1991, con el fin de los Campeonatos Regionales, descendió a su liga de origen.
El año 1998, San Martín clasificó a la etapa regional de la Copa Perú, junto a CNI, La Loretana y Hospital Rural, en ese torneo quedó último con 4 puntos y fue eliminado. 
El año 2009, San Martín se ubicó en la décima casilla de la Liga de Callería, por lo que tuvo que jugar la liguilla por el descenso. En la misma tampoco tuvo suerte y descendió a la Segunda División de Callería. Actualmente no participa de torneos oficiales.

## Palmarés

### Torneos regionales
| Competición regional                | Títulos           | Subcampeonatos |
| ----------------------------------- | ----------------- | -------------- |
| Liga Departamental de Ucayali (3/0) | 1996, 1997, 1998. |                |